# Лодур
Лодур (старонорд. Lóðurr) је Бог у нордијској митологији. Истраживачи су га различито идентификовали, упоређивајући га са ликовима као што су Локи, Вили, Ве и Фреја, али консензус није постигнут по ниједној теорији.

## Име и етимологија
Значење имена је непознато. Он је спекулативно повезан са различитим Старонордијским речима, као што су лод (lóð) или "плодови земље", љодар (ljóðar) или "људи" и лада (laða) или "извући".
Данска и норвешка реч lørdag, шведски lördag, као и фински lauantai, можда потичу из имена Lóður Dag, што значи "субота". 

### "Дивна Волта" - Поетска Еда
У Поетској еди име Лодур се помиње само једном; у песми "Дивна Волта" (старонорд. Völuspá), где богови оживљавају прве људе.